# Akakios Kakiasvilis
Akakios Kakiasvilis também transliterado Kakhi ou Akakide Kakhiashvilis, também Kakiasvili (em georgiano:  კახი კახიაშვილი; em grego:  Ακάκιος Κακισβίλης; 13 de julho de 1969, na Geórgia soviética, Tsequinváli, Ossétia do Sul) é um grego campeão mundial e olímpico em halterofilismo.
Akakios Kakiasvilis apareceu no Campeonato Mundial Júnior de 1989 e ganhou ouro no total combinado, com 395 kg—170 no arranque e 225 no arremesso—, na categoria até 90 kg.
Kakiasvilis competiu no campeonato europeu e nos Jogos Olímpicos em 1992, representando a Equipe Unificada, e ganhou medalha de ouro na classe até 90 kg. Competiu internacionalmente para a Geórgia até o campeonato europeu de 1994 e emigrou para a Grécia. Representando a Grécia, foi vice-campeão mundial em 1994, campeão mundial em 1995, 1998 e 1999, e ganhou mais duas medalhas de ouro olímpicas em 1996 e 2000, tornando-se um dos quatro levantadores de peso a ganhar três medalhas de ouro em Jogos Olímpicos.
Kakiasvilis foi ainda campeão europeu em 1993, 1995 e 1996. Ele competiu nos Jogos Olímpicos de 2004, em Atenas, mas não conseguiu completar a prova.
Estabeleceu sete recordes mundiais — cinco após a reestruturação das classes de peso em 1993 e dois após a outra reestruturação que a Federação Internacional de Halterofilismo fez em 1998.
Quadro de recordes
| Data                                               | Disciplina | Marca    | Classe de peso | Lugar    |
| -------------------------------------------------- | ---------- | -------- | -------------- | -------- |
| 1994                                               | Arranque   | 185,5 kg | –91 kg         | Salônica |
| 1995                                               | Arremesso  | 228,5 kg | –91 kg         | Varsóvia |
| 1996                                               | Arremesso  | 227,5 kg | –99 kg         | Århus    |
| 1996                                               | Arremesso  | 235 kg   | –99 kg         | Atlanta  |
| 1996                                               | Total      | 420 kg   | –99 kg         | Atlanta  |
| Após a reestruturação das classes de peso em 1998: |            |          |                |          |
| 27.11.1999                                         | Arranque   | 188 kg   | –94 kg         | Atenas   |
| 27.11.1999                                         | Total      | 412 kg   | –94 kg         | Atenas   |

Em novembro de 2011 foi eleito para o Weightlifting Hall of Fame.